# Carl Bernadotte
Pour les articles homonymes, voir Charles, prince de Suède.
Carl Bernadotte (en suédois : Carl Bernadotte), né le 10 janvier 1911 à Stockholm (Suède) et mort le 27 juin 2003 à Malaga (Espagne), plus connu sous le nom de prince Carl, duc d'Östergötland est un prince suédois. C'est le plus jeune enfant et le seul fils du prince Charles de Suède et de la princesse Ingeborg de Danemark.

## Biographie

### Famille
Carl Bernadotte est le seul fils du prince Charles de Suède (fils du roi Oscar II) et de Ingeborg de Danemark (fille du roi Frédéric VIII de Danemark). Il a trois sœurs aînées, Marguerite qui épouse le prince Axel de Danemark, Martha qui épouse le futur roi Olav V de Norvège et Astrid qui épouse le futur roi Léopold III de Belgique. À sa naissance, Carl est le cinquième dans l'ordre de succession au trône suédois.
Sa mère aurait voulu l'appeler Samuel, mais ce n'était pas un nom royal. Il est surnommé Mulle dans le cercle familial.

### Jeunesse
Après le lycée, il poursuit des études de commerce, fait son service dans la cavalerie et entre dans une compagnie d'assurances suédoise. Deux de ses trois soeurs épousent des "têtes couronnées" :en 1926,  Astrid épouse Léopold, duc de Brabant, héritier du trône Belge, en 1929, Marthe épouse Olav, prince héritier de Norvège. Le prince Carl devient une personne en vue mais il est surtout remarqué pour sa jeunesse tumultueuse, ponctuée d'accidents de voiture. En 1933, on l'envoie faire un tour du monde pour l'assagir. Il commence par les Pays-Bas, où l'on cherche un fiancé pour la princesse héritière Juliana. Ne trouvant pas la princesse à son goût, le prince refuse ce parti avantageux et les négociations tournent court.

### Mariages morganatiques
Il cause encore l'irritation de la famille royale lorsqu'il décide se marier le 6 juillet 1937 contre l'avis de son oncle le roi Gustave V, avec la comtesse Elsa von Rosen (1904-1991), fille du maître de cérémonies du roi et nièce d'Eric von Rosen. Mère de trois enfants et de sept ans son aînée, elle divorce pour lui. Cependant ses parents et ses cousins assistent au mariage à l'église luthérienne de Kvillinge, en l'absence du couple royal. Ce mariage l'exclut de la succession dynastique et lui interdit le prédicat d'Altesse royale. Le 15 septembre 1938, le roi des Belges Léopold III, son beau-frère, leur confère le titre de prince et princesse Bernadotte dans la noblesse belge, avec titre de comte pour les descendants.
En 1938, il a une fille de cette union, la comtesse Madeleine Bernadotte, qui épouse en 1962 un aristocrate belge, Charles-Albert Ullens de Schooten-Whettnall (1927-2006), titré comte la même année (dont elle divorce en 1980 pour se remarier).
Le prince Carl divorce à son tour en 1951 et se remarie la même année avec sa maîtresse Ann Margareta Larsson (1921-1975), fille d'un riche promoteur immobilier suédois de dix ans sa cadette, puis divorce de nouveau en 1961. Il convole une troisième fois avec une Norvégienne, Kristine Rivelsrud (1932-2014), employée de maison de sa nièce, la princesse Ragnhild de Norvège, chez laquelle il l'avait remarquée.

### Homme d'affaires
Le prince Bernadotte s'occupe d'affaires de commerce entre le Congo belge et la métropole, en profitant pour faire des safaris. Il fait partie après la guerre de la nouvelle jet set internationale et fréquente Aristote Onassis. Il mène une vie de play boy princier.
Le prince Bernadotte est au cœur d'un scandale à partir de 1957, le scandale d'Huseby. Une vieille demoiselle, Florence Stephens (1881-1979), héritière d'un vaste domaine près de Växjö, Huseby, dans le sud de la Suède, pensait être la fille illégitime d'Oscar II et qui considérait donc le prince Bernadotte comme une sorte de neveu, lui laissa entendre qu'elle en ferait son héritier. Elle lui accorde sa confiance, mais des transactions illégales menées par le prince causent la ruine de la dame et le conduisent devant les tribunaux. Huseby sera finalement légué à la nation à sa mort. Malgré ses aveux, il est considéré comme n'ayant pas tous ses esprits et acquitté. Cela cause un immense scandale en Suède. Il doit s'exiler à jamais dans le sud de l'Espagne, où il passe le reste de sa vie à mener une vie mondaine.

### Retour en grâce
Il appréciait aussi le jardinage dans ses vieux jours. Les mœurs strictes ayant évolué dans les cours nordiques, il est de retour en grâce et est invité aux mariages princiers, mais c'est surtout la cour de Norvège qui lui rouvre ses portes. Toute la famille le fête spécialement pour son quatre-vingt dixième anniversaire à Oslo. La reine de l'époque est du reste d'origine roturière, comme celle de Suède. Il est également présent en Belgique aux funérailles du roi Léopold III en 1983 et du roi Baudouin Ier en 1993.
Il est propriétaire de la Villa Capricorno, surplombant la baie de Malaga, où il meurt en 2003, à l'âge de 92 ans. Il est enterré au cimetière royal d'Haga.

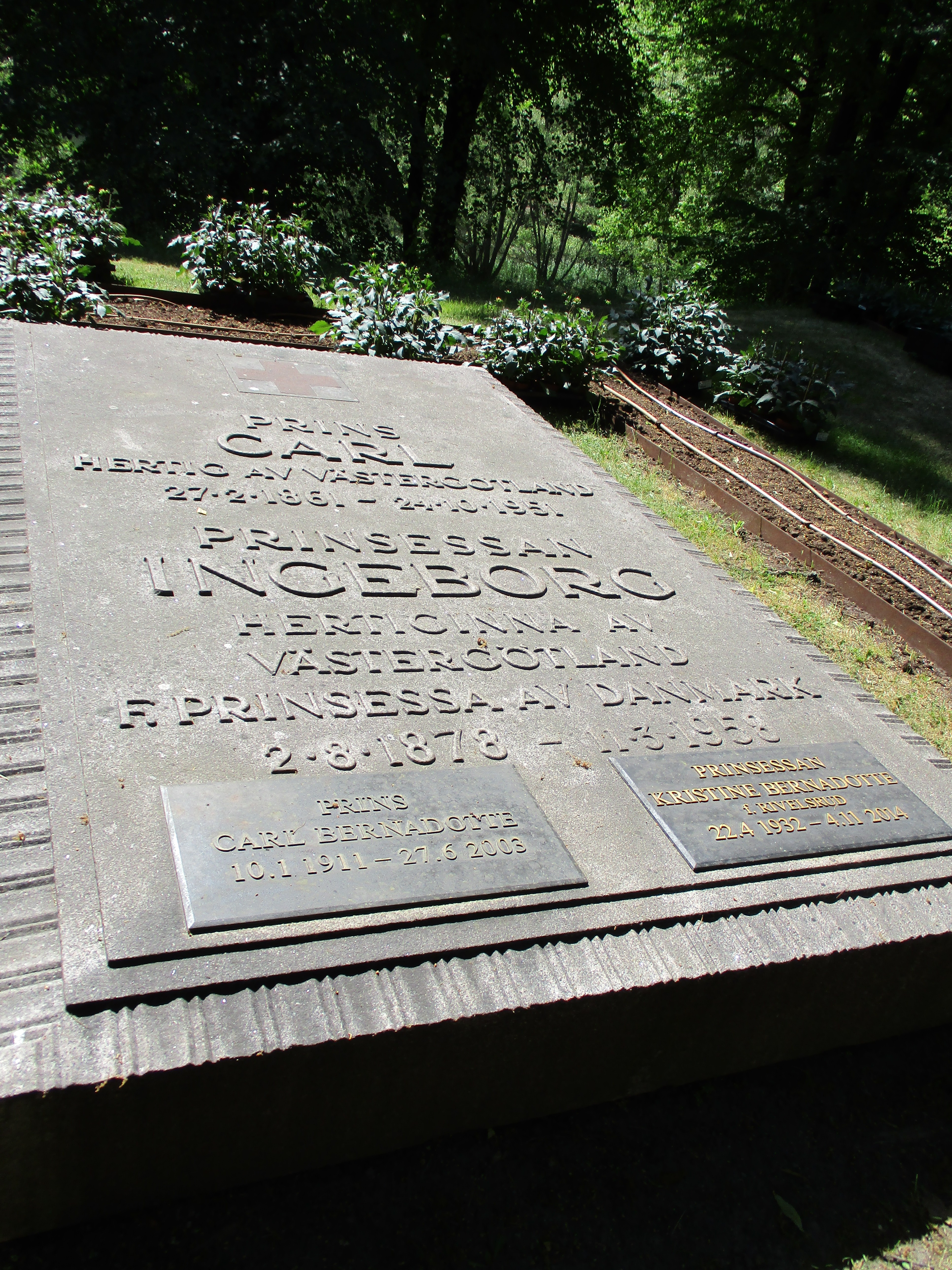
La tombe du prince Charles.

## Descendance
De son mariage avec Elsa von Rosen, naît une fille :
- comtesse Madeleine Ingeborg Ella Astrid Elsa Bernadotte (née le 8 octobre 1938, Stockholm), mariée le 6 octobre 1962 à Stockholm (divorcés en 1980) avec le comte Charles Albert Ullens de Schooten Whettnall (16 novembre 1927 - 10 mai 2006), puis remariée le 21 novembre 1981 avec Nicos Eletherios Kogevinas (6 septembre 1918 - 4 décembre 2006), dont :
  - Marie-Christine Margarethe Else Ingeborg Ullens de Schooten Whettnall (né le 24 mars 1964, Bruxelles), mariée le 14 janvier 1996 (divorcés en 2006) avec Joël Duysan, dont :
    - Diego Duysan (né le 23 mai 1996).
    - Sarah Duysan (née le 17 décembre 1997).
    - Nina Duysan (née le 1 avril 2001).

  - comte Jean-Charles Antoine Ullens de Schooten Whettnall (né le 6 octobre 1965, Bruxelles), marié le 24 juin 2004 avec Catherine Mattelaer (née le 27 mars 1972), dont :
    - Alix Elsa Madeleine Ullens de Schooten Whettnall (née le 27 mai 2007, Bruxelles).
    - Charlie Thor Ullens de Schooten Whettnall (né le 17 février 2010, Bruxelles).

  - Astrid Marguerite Sophie Marie Thérèse Ullens de Schooten Whettnall (née le 17 mars 1971 en Belgique), mariée le 17 septembre 1996 avec Lionel Jadot (né le 16 août 1969), dont :
    - Victoria Jadot (née le 3 septembre 1997, Bruxelles).
    - Joséphine Jadot (née le 16 décembre 1999, Bruxelles).
    - Milla Jadot (née le 30 novembre 2005, Bruxelles).

  - Sophie Pauline Marie Charlotte Ullens de Schooten Whettnall (née le 23 février 1976), mariée le 26 septembre 2009 à Bruxelles avec Michel Karl Philippe van Dyck, né le 3 septembre 1963).
  - Désirée Stephanie Ursula Kogevinas (née le 16 septembre 1977 en Belgique), mariée le 3 janvier 2008 avec Justin Michael Oliver Rosenørn-Lanng (né le 27 août 1971).

## Titres
De 1911 à 1937, il porte le titre de prince de Suède, duc d'Östergötland.
En 1938, à la suite de son mariage morganatique, il reçoit le titre héréditaire de prince Bernadotte de son beau-frère Léopold III, roi des Belges, avec pour armoiries : Écartelé au 1 et 4, d'or à la tête de lion arraché de sable, lampassé et dentée de gueules ; au 2 et 3 de gueules, au griffon d'or, becqué, langué et armé d'azur, accompagné de quatre roses d'argent (Östergötland) sur le tout de Pontecorvo (d'azur, au pont à trois arches d'argent, sur une rivière de même, ombrée d'azur, et supportant deux tours du second ; le tout surmonté d'une aigle contournée au vol abaissé, becquée et membrée d'or empiétant un foudre de même accompagné en chef de sept étoiles d'or aussi rangées en forme de la constellation de la Grande Ourse (de Bernadotte).

Armoiries du prince Charles, duc d'Östergötland de 1911 à 1937 .
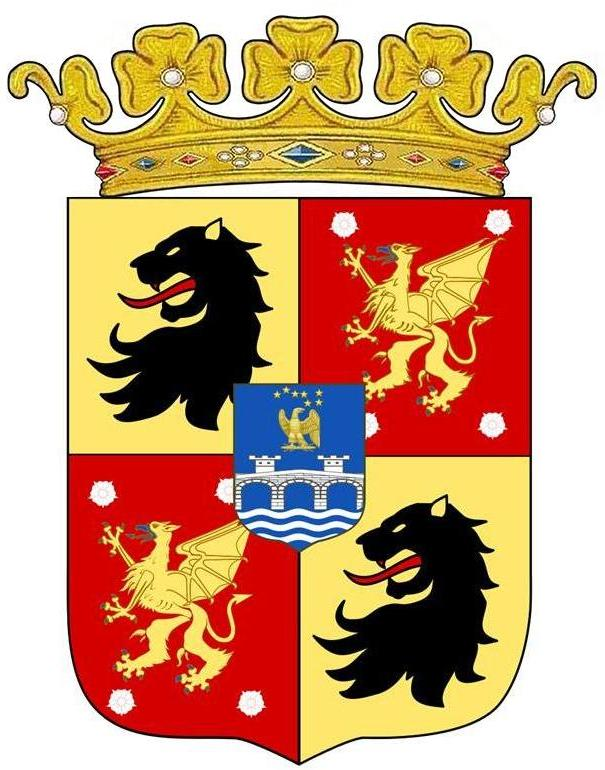
Armories du prince Charles Bernadotte à partir de 1938.

## Sources
- (sv) Cet article est partiellement ou en totalité issu de l’article de Wikipédia en suédois intitulé « Carl Bernadotte » (voir la liste des auteurs).